# Alvingham
Alvingham er en landsby og civil parish i East Lindsey-distriktet af Lincolnshire, England. Det ligger omkring 5 km nordøst for købstaden Louth.
Landsbyen nævnes i Domesday Book som "Aluingeham", hvilket betyder "Hjemstæder for Ælfingas" (Ælfs stamme).
Gilbertinerordenens Alvingham Priory blev grundlagt her i 1141.
Digteren og oversætteren Barnabe Googe arvede Alvingham Priorys tidligere jorde efter sin faders død i 1500-tallet.
Alvingham Mill nævnes også i Domesday Book.

## Galleri
- Gallery
- Rester af en sluse
- Louth Canal
- Alvingham Mill
- St Adelwold